# Тотой
Тотой (рум. Totoi) — село у повіті Алба в Румунії. Входить до складу комуни Синтімбру.
Село розташоване на відстані 266 км на північний захід від Бухареста, 7 км на північний схід від Алба-Юлії, 73 км на південь від Клуж-Напоки.

## Населення
За даними перепису населення 2002 року у селі проживала 551 особа, з них 550 осіб (99,8%) румунів. Усі жителі села рідною мовою назвали румунську.